# Bildungssprache
Bildungssprache ist ein formelles sprachliches Register, das auch außerhalb des Bildungskontextes – in anspruchsvollen Schriften oder öffentlichen Verlautbarungen – gebräuchlich ist. Das heißt, sie wird nicht nur in Bildungseinrichtungen verwendet. Bildungssprache beinhaltet tendenziell Merkmale der Schriftsprache, auch dann, wenn sie sich mündlich vollzieht. Der Gebrauchszweck von Bildungssprache ist, hoch verdichtete, anspruchsvolle Informationen in Situationen zu vermitteln, in denen man nicht auf den Kontext verweisen kann. Nach Jürgen Habermas (1977) ist Bildungssprache dasjenige sprachliche Register, in dem man sich mit den Mitteln der Schulbildung ein grundlegendes Orientierungswissen verschaffen kann.

## Alltägliches Verständnis von Bildungssprache
Der Begriff „Bildungssprache“ an sich ist nicht neu. Im alltäglichen Sprachgebrauch ist ein Verständnis verbreitet, das auch in pädagogischen Schriften im 19. und 20. Jahrhundert zu finden ist. Darin wird Bildungssprache als „hohe“ und „reine“ Sprache definiert. Gemeint ist vor allem die (Aus-)Sprache der Gebildeten und „besseren“ Schichten, im Gegensatz zur „Mundart“, die als Sprache der gesellschaftlichen Unterschichten gilt.

## Abgrenzung zu anderen Sprachformen
Die Bildungssprache unterscheidet sich von der Umgangs- oder Alltagssprache zum einen durch ihr hohes Maß an konzeptioneller Schriftlichkeit, zum anderen durch einen Wortschatz, der die Fachsprache mit einbezieht. Laut Habermas erwirbt man letztere durch die Aneignung spezieller Kenntnisse in einem bestimmten Fachgebiet (zum Beispiel bei der Berufsausbildung durch ein besonderes Fachvokabular). Die Bildungssprache unterscheidet sich von der Fachsprache insofern, als sie allen zugänglich ist, die sich mit den Mitteln der (höheren) Schulbildung eine Art „Orientierungswissen“ verschaffen können. Dieses wird in der Schulsprache vermittelt und beschreibt die Fähigkeit, spezielles Wissen in den Kontext der eigenen Lebenswelt übertragen zu können. Die Schulsprache schlägt sich in der Lehrer-Schüler-Kommunikation nieder und richtet sich an der geschriebenen Sprache aus. Sie ist abstrakter und vielfältiger als die Alltagssprache, außerdem themengebunden. Unter Wissenschaftssprache wird die Sprache in wissenschaftlichen Abhandlungen und der Forschung verstanden. Sie ist ein Teil der Bildungssprache, beide beeinflussen einander.
Die Bildungssprache ergibt sich daher sowohl aus dem Zusammenspiel zwischen der Alltags-, Schul- und Fachsprache als auch in geringem Maße aus der Wissenschaftssprache und hat die Funktion, Fachwissen in sinnstiftende Alltagsdeutungen einzubringen. Daraus folgt, dass das Beherrschen der Bildungssprache für den Alltag förderlich ist, da schwierige und anspruchsvolle Sinnzusammenhänge durch sie sprachlich durchdrungen und Informationen verarbeitet werden können.

## Geschichte
In der Bildungsgeschichte war die Sprache, mit der Bildung vermittelt wurde, nicht immer auch die Muttersprache. Im Altertum galt Griechisch als Sprache der Bildung. In Westeuropa war im Mittelalter und in der frühen Neuzeit Latein die allgemeine Bildungssprache. Auch das Arabische galt lange Zeit im arabisch-persisch-indischen Raum als Bildungssprache, da der Koran in Arabisch verfasst ist und sie somit den Zugang zu Bildung (Koranschulen) ermöglichte. Aufgrund der kulturellen Vormachtstellung Frankreichs im 17. und 18. Jahrhundert hatte auch das Französisch eine wichtige Funktion, die bis heute in vielen ehemaligen französischen Kolonien fortlebt. Mit der modernen Nationalstaatsentwicklung und später mit der Einführung öffentlicher Schulen und der Schulpflicht gewannen die Nationalsprachen als Unterrichtssprachen an Bedeutung. Heute hat Englisch weltweit eine starke Position im Bildungswesen, allerdings nicht aufgrund besonderen Prestiges, sondern allein wegen seiner weiten Verbreitung (siehe auch Lingua franca).

## Merkmale von Bildungssprache
Erste Ansätze der Systematisierung der Merkmale von Bildungssprache hat Hans H. Reich, Germanist und Spezialist für das Deutsche als Zweitsprache, angeboten (nach Reich 2008):
Diskursive Merkmale betreffen den Rahmen und die Formen, die kennzeichnend für Bildungssprache sind, z. B.:
- eine klare Festlegung von Sprecherrollen und Sprecherwechsel;
- ein hoher Anteil monologischer Formen (z. B. Vortrag, Referat, Aufsatz);
- fachgruppentypische Textsorten (z. B. Protokoll, Bericht, Erörterung);
- stilistische Konventionen (z. B. Sachlichkeit, logische Gliederung, angemessene Textlänge).

Lexikalisch-semantische Merkmale (Eigenarten des Wortschatzes und einzelne Bedeutungen):
- differenzierende und abstrahierende Ausdrücke (z. B. ‚nach oben transportieren‘ statt ‚raufbringen’);
- Präfixverben, darunter viele mit untrennbarem Präfix und mit Reflexivpronomen (z. B. ‚erhitzen’, ‚sich entfalten’, ‚sich beziehen’);
- nominale Zusammensetzungen (z. B. ‚Winkelmesser’);
- normierte Fachbegriffe (z. B. ‚rechtwinklig’; ‚Dreisatz’).

Syntaktische Merkmale (Besonderheiten im Satzbau):
- explizite Markierungen der Kohäsion (also des Textzusammenhangs);
- Satzgefüge (z. B. Konjunktionalsätze, Relativsätze, erweiterte Infinitive);
- unpersönliche Konstruktionen (z. B. Passivsätze, man-Sätze);
- Funktionsverbgefüge (z. B. ‚zur Explosion bringen’, ‚einer Prüfung unterziehen’, ‚in Betrieb nehmen’);
- umfängliche Attribute (z. B. ‚die nach oben offene Richter-Skala’, ‚der sich daraus ergebende Schluss’).